# 蒋丽金
蒋丽金（1919年4月15日—2008年6月9日），女，籍贯浙江杭州，生于北京，中国有机化学家，中国科学院化学研究所研究员。

## 生平
1944年毕业于辅仁大学化学系，获学士学位，1946年获该校硕士学位。1951年获美国明尼苏达大学博士学位。1980年当选为中国科学院学部委员（院士）。